# Playa de La Rijana
La playa de La Rijana está situada en el municipio español de Gualchos –Castell de Ferro y cerca de la playa del Sotillo, en la provincia de Granada, comunidad autónoma de Andalucía. Se puede acceder en coche tomando la carretera N-340 después del pueblo de Calahonda.

## Historia
Históricamente la playa de la Rijana fue fondeadero, punto de aguada y zona de protección de pescadores. Se construyó sobre un aljibe, y en sus orígenes pertenecía a un conjunto defensivo amurallado, que rodeaba toda la peña. Una pequeña guarnición tenía como misión principal vigilar la costa circundante al poblado pesquero que había en la Cala de la Rijana.
Esta playa está rodeada de escarpes que llegan hasta el fondo marino. Al final de la cala, hacia levante, se encuentra una gran roca en el mar, que parece como si se hubiese desgajado del acantilado, donde se yerguen las ruinas de la torre del siglo XVI. Los barcos, desde el siglo V, arriaban en esta parte de la costa, para cargar de agua sus bodegas. Desde la época romana existen aljibes que se llenaban con las aguas dulces provenientes del arroyo del Zacatín.
Los castellanos a mediados del siglo XVI, comenzaron a construir la Torre de la Rijana como la vemos hoy, y fueron los que desarrollaron esta fortificación sobre las antiguas estructuras defensivas existentes. En estos tiempos tuvo una doble misión, evitar el desembarco de naves enemigas e impedir que se produjese la salida de la población morisca.
Tras la llegada de los árabes, este lugar se convirtió en una asentamiento rural estable y permanente, dedicado a la agricultura y a la pesca. Fue conocido en época nazarí como Arrayhana, por la cantidad de arrayanes silvestres que crecen en los barrancos cercanos.
Hoy en día quedan algunos restos del aljibe junto a la Torre de la Rijana, también conocida como Torre de la Condenada, porque en época castellana se abandonó pronto, fundamentalmente debido a las dificultades para comunicarse con otras torres de la costa, al tener contacto visual solo con la Torre del Zambullón, y actualmente está en estado ruinoso. La torre de Rijana ha tenido últimamente un creciente auge, gracias a que en este paraje se han rodado algunas escenas de la película “Al sur de Granada”.

## Flora
Hay arrayanes en las riberas del arroyo. Crecen Maytenus senegalensis y romero blanco, una especie muy singular que solo crece en acantilados de la costa, amapolas marítimas, y margaritas de mar, 
En sus alrededores se encuentran especies botánicas interesantes como la Rhodalsine geniculata , arbustos marinos como la cambronera o pequeñas plantas que tapizan como el algazul (Mesembryanthemum nodiflorum), el hinojo marino (Crithmum maritimum) etc. 

## Fauna
El acantilado de poniente de la playa de La Rijana posee paredes plagadas de especies de aguas someras. Desde masas de astroídes hasta varias especies de espirógrafos de fácil observación. Entre las rocas y la arena conviven muchas de las especies descritas en el litoral mediterráneo de Andalucía. La observación se realiza entre rocas y muy cerca de la pared del acantilado, incluso en lugares con menos de un metro de profundidad. La Rijana se encuadra en un territorio de grandes acantilados especialmente indicados para el buceo. Es una zona donde se mezcla el Mediterráneo y el Atlántico, lo que provoca hábitats de características especiales.

En un paseo bajo las aguas de la Rijana se pueden apreciar desde los pequeños y llamativos Parablennius pilicornis, de colores amarillos, verdes, y negros, hasta peces luna, pasando por otras especies de fauna como los pulpos , lubinas, doradas, doncellas, meros, congrios y sobre todo morenas. Se pueden observar en una gran variedad de esponjas como la Esponja catedral (Sarcotragus fasciculatus) y otros ircínidos del género Sarcotragus, varios tipos de anémonas como Anemonia sulcata y por supuesto el coral naranja o falso coral, abundante en toda la Costa Granadina.
En los roquedos anidan gaviotas patiamarillas, los alcatraces pasan el invierno tras llegar desde los mares del norte, y los charranes patinegros se sumergen en rapidísimos picados desde el otoño a la primavera.

Es muy frecuente ver a diario manadas de cabra montés en busca del agua de su barranco, o alimentándose en sus alrededores. La presión que ejercen estas manadas sobre la flora es muy fuerte. Cerca de la orilla también sorprenden la cantidad de bancos de peces que en su mayoría son sargos y lisas. Además está considerada como Zona de Especial Conservación (ZEC), y es la primera playa no urbana de la provincia de Granada que logra la “bandera verde”.